# Jason Maxiell
Jason Dior Maxiell (* 18. Februar 1983 in Chicago, Illinois) ist ein ehemaliger US-amerikanischer Basketballspieler, der von 2005 bis 2015 in der NBA aktiv war, zuletzt bei den Charlotte Hornets.
Der mit 2,01 Metern für seine Position klein gewachsene Power Forward zeichnete sich vor allem durch enorme Kraft und Athletik aus.

## Karriere
Im NBA-Draft des Jahres 2005 wurde Maxiell von den Detroit Pistons an 27. Stelle ausgewählt und spielte anschließend acht Jahre in Detroit. In seiner Rookie-Saison brachte es Maxiell in 10,1 Minuten auf 4,4 Punkte und 1,9 Rebounds pro Spiel.
Vor der Saison 2013/14 wurde er als Free Agent von den Orlando Magic verpflichtet, bevor er für die folgende Saison bei den Charlotte Hornets unterschrieb. Anschließend spielte Maxiell in China und der Türkei.
Im August 2017 unterschrieb Maxiell nochmals in Detroit, um seine Karriere als Piston beenden zu können.